# Rivière Qikirtaluup Kuunga
Rivière Qikirtaluup Kuunga är ett vattendrag i Kanada.   Det ligger i provinsen Québec, i den östra delen av landet, 1 400 km norr om huvudstaden Ottawa.